# Vepris samburuensis
Vepris samburuensis là một loài thực vật thuộc họ Rutaceae. Đây là loài đặc hữu của Kenya.